# Sh2-24
Sh2-24 est une nébuleuse en émission visible dans la constellation d'Ophiuchus.
Elle est située dans la partie la plus occidentale de l'Ophiuchus, près de la frontière avec le Scorpion et la Balance. Elle apparaît sur les photos à longue exposition sous la forme d'un filament faible allongé de nord-ouest vers sud-est, dans un champ dépourvu d'étoiles brillantes, à environ 3 ° sud-sud-ouest de l'étoile δ Ophiuchi. Sa position à quelques degrés de l'équateur céleste permet de l'observer depuis toutes les régions peuplées de la Terre. La période la plus favorable pour son observation dans le ciel du soir est de mai à septembre.
C'est une tache brumeuse située à une latitude galactique très élevée. Étant à seulement environ 145 pc (∼473 al), c'est l'une des nébuleuses les plus proches du système solaire. Le nuage apparaît associé aux complexes nébuleux connus sous les noms de MBM 57 et MBM 151, deux systèmes de nuages non éclairés visibles dans les régions environnantes. Ces nuages sont associés à une douzaine d'étoiles, parmi lesquelles HD 156697, une géante jaune lointaine, qui se dresse à ∼ 450 a.l. (∼ 138 pc) et liée à la nébuleuse par réflexion vdB 111. Ce système nébuleux a été étudié à plusieurs longueurs d'onde et contient plusieurs densités orientées en filaments, responsables du fort assombrissement de la traînée de la Voie lactée en direction de l'Ophiuchus. En raison de la séparation angulaire du nuage Rho Ophiuchi (environ 15°) et de la distance entre ces deux systèmes nébuleux, on soupçonne que le complexe MBM57-151 et le nuage Rho Ophiuchi soient deux nuages physiquement distincts.